# Hesteel Serbia
Железара у Смедереву се састоји од више погона за производњу гвожђа и челика. Налази се у власништву конгломерата Hesteel Group.

## Називи
Више пута је мењала власнике и називе.
„Српско акционарско рударско топионичарско индустријско друштво”, скраћено „САРТИД”, са циљем да врши истраживања, експлоатацију и прераду гвоздене руде, је основано у Београду 20. фебруара 1913. године. Акционарско друштво је изградило фабрику у Смедереву на пролеће 1921.
„Државна железара у Смедереву” је постала након национализације 5. децембра 1946. године.
Назив „Рудници и железара у Смедереву” је добила 1960, а 1969. је постала „Металуршки комбинат Смедерево” или скраћено „МКС”.
Године 1992. враћен јој је првобитни назив, уз који је придодата година оснивања друштва „САРТИД 1913”.
Године 1997. је настао „Концерн црне металургије САРТИД а.д.”
Пошто је управу над железаром преузела компанија Ју-ес стил (2002), стављена је под стечај (2002) и у стечајном поступку је извршена спорна приватизација 2003, када јој је промењено име у „Ју-ес стил Србија” (енгл. U.S. Steel Serbia – USS Serbia).
Након откупа од компаније Ју-ес стил, 31. јануара 2012. године Република Србија је поново постала власник железаре и до априла 2016. железара је носила назив „Привредно друштво за производњу и прераду челика Железара Смедерево” (или скраћено „Железара Смедерево”).
Од априла 2016. називи предузећа са седиштем у Београду су „Хестил Србија” (енгл. Hesteel Serbia), пословно „Хестил Србија ајрон и стил д.о.о. Београд” (енгл. Hesteel Serbia Iron & Steel d.o.o. Beograd) или званично „Хестил Србија ајрон и стил” (енгл. Hesteel Serbia Iron & Steel), односно „ХБИС група Србија ајрон и стил д.о.о. Београд” (енгл. HBIS GROUP Serbia Iron & Steel d.o.o. Beograd), мада упоредо са њом наставља да постоји и Железара Смедерево.

## Производни погони
Железара у Смедереву се састоји од више погона за производњу гвожђа и челика. Простире се на површини од 450 хектара, од села Раља до села Радинац. Са јужне стране се налази Коридор 10, са северне Коридор 7, односно река Дунав. Железара је повезана и са железницом.
Процес производње се састоји из два технолошка дела:
- примарна производња у погонима: агломерација, високе пећи и конверторска челичана
- финална производња у погонима: комплекс за континуирано ливење, топла, хладна ваљаоница и ваљаоница белих лимова.

Обухвата кречану у Кучеву, производне погоне у Смедереву, хладну ваљаоницу у Шапцу, као и луке у Смедереву.
Производни погон Кучево се налази у Каони у општини Кучево. Бави се експлоатацијом и обрадом кречног камена. Највећи део његове производње је металуршки креч, који се користи као сировина за потребе железаре у Смедереву.
Производни погони у Смедереву обухватају: агломерацију, високе пећи, комплекс за континуирано ливење, топлу и хладну ваљаоницу и луке.
У агломерацији се врши пријем сировина: руде гвожђа, кокса и креча, њихово уситњавање, просејавање и на крају синтеровање.
У Смедереву се налазе две високе пећи. У високим пећима се улажу руда гвожђа, кокс и креч у односу 2/3 : 1/6 : 2/6, и загревају на температурама од 1200 °C, до 1800 °C, да би се, процесом редукције добило сирово гвожђе. Пројектовани капацитет високих пећи износи 2,2 милиона тона сировог челика годишње у нормалном раду, који до сада у пракси није постигнут.
У конверторској челичани са три конвертора, се оксидацијом из сировог челика издвајају сувишне примесе угљеника (C), силицијума (Si), мангана (Mn), фосфора (P), сумпора (S), у облику шљаке и гасова, добија се челик који пролази кроз комплекс за континуирано ливење, где добија облик слабова (брамова), различитих димензија (зависно од врсте и квалитета челика). Производе се конструктивни, нискоугљенични и микролегирани челици.
Слабови се користе као улошци за даљу обраду у топлој ваљаоници. У топлој ваљаоници се врши пластична деформација метала, претходним загревањем на температури од 850 °C до 1250 °C, с циљем добијања крајње, односно тражене дебљине и побољшања квалитета. Топла ваљаоница се састоји од постројења: потисна пећ, предпруга, завршна пруга, моталица, маказе за попречно сечење (јапанске маказе) и маказе за уздужно сечење. Капацитет топле ваљаонице износи 1,5 милиона тона годишње, у облику предтрака, трака у котуру, пакета или разрезаних лимова.
Хладна ваљаоница обрађује челик без претходног загревања, на температурама од 10 °C до 115 °C, ради очвршћавања материјала. Топло ваљане траке се третирају у процесу декапирања, односно лужења, када се лим чисти и одмашћује топлом и разводњеном соном киселином. Хладна ваљаоница има капацитет производње од милион тона годишње.
Хладно ваљани лим се из Смедерева допрема у фабрику за производњу белог лима у Шапцу, где се врши континуирано електролитичко калајисање, обрезивање, тензионо равнање, попречно сечење и паковање. Производе се траке од 685 mm до 976 mm, дебљине 0,13 mm do 0,49 mm, које се намотавају у котурове унутрашњег пречника 420 mm, спољашњег пречника 1675 mm, максималне тежине од 18 тона, као и табле и пакети лима, различитих димензија. Бели лим се користи у индустрији амбалаже. У Шапцу постоји погон за технолошку припрему вода, као и постројење за пречишћавање отпадних вода. Капацитет фабрике за производњу белог лима су 200.000 тона годишње.
Преко погона у Луци Смедерево се обавља највећи део транспорта сировина и готових производа. Састоји се од Старе и Нове луке на Дунаву. Стара лука има погоне за истовар сировина и утовар производа за купце, ради транспорта речним саобраћајем преко Дунава, као и стовариште од 420 m². Нова лука се налази у индустријској зони Смедерева, на 1.111-ом km Дунава, поред пута M-24, као и ауто-пута Београд-Ниш. Располаже са две порталне дизалице носивости 16/27,5 тона, које раде 24 сата дневно, на претовару сировина у камионе, који сировине превозе до складишта фабрике. 

## Економски значај
Домаћи купци производа Железаре имају већу флексибилност у испоруци репродукцијског материјала, не морају да праве велике залихе и по нижој цени могу да добију квалитет према својим специфичним потребама, него што се то може добити у иностранству. Од рада железаре зависи више од 10.000 породица. Приходи од пореза и доприносе, али и приходи других приватних и државних предузећа као што су Железница, ЕПС, Србијагас и други.

## Историја

### Оснивање САРТИД-а
Након Царинског рата, Краљевина Србија је успела да добије бољи трговински уговор са Аустроугарском, укључујући и право на царинску заштиту домаћег тржишта од европске индустријске конкуренције. У то време индустрија није могла да функционише без гвожђа и челика, посебно војна индустрија, с обзиром да су се европске земље већ увелико спремале за рат. Индустријски развој у Србији је доста заостајао за остатком Европе. Тако је Аустроугарска већ имала железаре у региону, у месту Равне у Корушкој (данас Словенија), која је постојала већ 139 година, док је Железара Зеница (данас Босне и Херцеговине) радила од 1882.
У недостатку довољних буџетских средстава, Српска влада је послове на подизању индустрије црне металургије поверила аустроугарском предузећу СТЕГ, издавањем концесија на богата рудишта у Источној Србији. СТЕГ се том приликом обавезао да ће након стварања повољних услова приступити оснивању мешовитог акционарског друштва са седиштем у Србији.
Истом железничком друштву СТЕГ припадале су тада и Решичке творнице челика и домена у месту Решица у Румунији.
Дана 20. фебруара 1913. СТЕГ је, уз српску приватну финансијску потпору, основао САРТИД - Српско акционарско рударско топионичко индустријско друштво, са циљем да врши истраживања, експлоатацију и прераду гвоздене руде. Оснивачки скуп акционара је одржан 26. маја исте године, у бироу Ђорђа Вајферта у Београду,  коме се приписују највеће заслуге за тај подухват. Друштво је регистровано 1. јуна у Регистру Првостепеног трговачког суда у Београду.
Државна железница СТЕГ, као највећи акционар новог друштва је наредног месеца пренела повластице концесија рудишта у Србији на САРТИД. Први послови САРТИД-а су била рударско-геолошка истраживања терена у источној Србији (Рудна Глава и Мајданпек) и у Грчкој (рудник Птон). На пролеће 1914. године истраживања су се проширила и на Космај, а извршна су и пробне прераде пржења и топљења руде у немачкој фирми „Круп” (данас  ).

### Први светски рат
У Првом светском рату, с обзиром да су претходно у истраживањима учествовали и стручњаци СТЕГ-а, окупатор је могао одлично да искористи повољне резултате предратних истраживања. Након што су Бугари октобра 1915. ушли на рудне терене у Источној Србији, према аустроугарско-немачко-бугарском споразуму из децембра исте године, СТЕГ је добио право на коришћење Рудне Главе и Мајданпека. Пошто је Бугарска влада признала његова раније стечена права, рудници су прешли под војну управу Аустроугарске.
Од 26. октобра 1916. Аустроугарска је започела прву експлоатацију руда пирита и лимонита, која је трајала све до ослобођења, октобра 1918. У рудницима је најтеже послове радило око 1.000 ратних заробљеника, већином Руси, Срби и Италијани.

### Обнова земље
По завршетку Првог светског рата, акционари друштва су оклевали са наставком рада, оставши у дилеми да ли да наставе са истраживањима или да се посвете изградњи инфраструктуре, посебно саобраћајне, која је у Србији остала разрушена. Скупштина акционара је за почетак одлучила да одустане од свог првобитног циља, те се из националних и економских интереса ипак посвети изградњи инфраструктуре. Од тада се САРТИД више није бавио истраживањима рудних богатстава.
Управа САРТИД-а је као локацију за изградњу фабрике одабрала Смедерево, због доброг стратешког положаја, пошто се град налази у Моравско-вардарској долини, са добрим путним, железничким, а због близине Дунава и речним комуникацијама, располажући великом количином воде, која је неопходна за процес производње. Фабрика је изграђена на пролеће 1921. на обали Дунава, два километра узводно од Смедерева.
Од 1921. до 1937. бавила се прерадом метала, изградњом и поправком локомотива и вагона за Државну железницу и изградњом металних конструкција за мостове, пруге и друге потребе домаће лаке индустрије.
Први већи послови које је урадила нова фабрика 1922. године су били реконструкција срушеног железничког моста преко Нишаве у Нишу, изградња железничког чвора на Железничкој станици у Београду, антенски стубови Радио Београда, реконструкција Старог железничког моста у Београду, као и други железнички мостови и скретнице по Србији. Исте године је у сарадњи са енглеском групом „Vikers Armstrong Limited” из Лондона започела изградња Бродоградилишта Смедерево.
САРТИД се у то време бавио и оправком мањих пловила, у Речној морнарици је извршена готово комплетна замена са парног на дизел погон, а прављена су и нова пловила.
Фабрика се 1925. године проширила и на машинску ковачницу и пресерај, која је израђивала потковице, ашове, секире, мотике и друге пољопривредне алатке прилагођене потребама села.
Међутим, исте 1925. године, због економске кризе, Државне железнице су раскинуле уговор са САРТИД-ом, тако да је производња преоријентисана на трговачке потребе. Због снижавања радничких надница, услед кризе, наступило је неколико великих штрајкова, после којих је 13. марта 1926. потписан први колективни уговор у САРТИД-у.
У сарадњи са Сједињеним металургијским творницама Титан-Надраг-Калан
из Букурешта (рум. Titan Nadrag Kalan) 1932. је подигнута ваљаоница лима са уређајем за поцинковање.

### Висока пећ и челичана
Крајем 1936. године, влада Милана Стојадиновића је прокламовала план о приоритету изградње базичне тешке индустрије у земљи. На пролеће наредне године је уз техничку помоћ белгијског предузећа у Мајданпеку започела изградња топионице гвожђа, према пројекту инжењера Валента и његових сарадника. Висока пећ у топионици је отпочела са радом децембра исте године.
Истовремено, у пролеће 1937. године, у Смедереву је започела градња челичане, са једном Сименс-Мартиновом пећи, капацитета 20.000 тона, која је пуштена у рад 1. новембра 1937. Такође је монтирана ваљаоница профила. Услови рада у ваљаоници су били веома тешки јер се све радило ручно.
Тиме је САРТИД 1937. године имао цео металуршки циклус производње, од руде до готових производа, са следећим објектима:
- рудник у Мајданпеку
- топионица гвожђа у Мајданпеку
- челичана са Сименс-Мартиновом пећи у Смедереву
- ваљаоница профила у Смедереву
- ваљаоница лима у Смедереву
- поцинковаоница у Смедереву
- пратећи објекти: електрична централа, генератори на гас, котларница, фабрика челичних конструкција, бродоградилиште и ковачница у Смедереву.

Сви инвестициони трошкови исплаћени су 1939. године, а САРТИД је те године учествовао са 24,16% у укупној југословенској производњи гвожђа и челика.
 До Другог светског рата железара је годишње производила око 18.000 тона разних гвоздених профила и у њој је радило око 1.000 радника.

### Други светски рат
Током Другог светског рата, САРТИД није бомбардован, а окупатор је користио постројења САРТИД-а за сопствену ратну индустрију. Производња током рата ипак није била пуног капацитета, због проблема у допремању сировина.

### Национализација и обнова
Након ослобођења Смедерева, САРТИД је производио за ратне потребе руске дунавске флоте маршала Толбухина, као и за поправке мостова и других објеката коришћених у завршним ратним операцијама.
САРТИД је национализован и одузета му је целокупна имовина 5. децембра 1946. године и од тада је носио назив Државна железара у Смедереву. Предузеће је производило алатке: лопате, крампове, мотике и слично.
Железара у Смедереву је делимично обновљена и осавремењена у периоду 1947—1949, када су постављени нова Сименс-Мартинова пећ, генератор на гас, стаза за кран, дизалица на Дунаву, трафо станица и друго.
Године 1950. железара је постала самоуправна организација и изабран је Раднички савет, док је топионица у Мајданпеку срушена.

### Нова железара у Радинцу
До 1960-их година развој железаре је био релативно спор, а годишња производња је износила око 100.000 тона годишње. У време централизоване власти у Југославији, индустрија се највише градила у Словенији и у Босни и Херцеговини, где су већ постојали традиција, као и стратешки интерес. Приликом расподеле федералних инвестиција у Србији су грађене обојена металургија, електране и металопрерађивачка индустрија, а висока царинска баријера према спољној конкуренцији Србији је омогућила бољи положај у земљи.
Предузеће је 1960. променило назив у „Рудници и железара у Смедереву”.
И поред тога што су извршени модернизација и проширење капацитета, обим производње железаре и даље није покривао потребе развоја друштва, посебно не за нарастајућу индустрију, с обзиром на њене потребе за хладним и топлим лимом. Југославија је увозила око милион тона челика, од чега је трећину трошила индустрија Србије.
Српско руководство на челу са тадашњим председником владе Слободаном Пенезићем Крцуном је 1963. дошло на идеју да је у Србији потребно изградити нову, модерну и интегралну железару, која би производила 2 милиона тона челика годишње.
Око 70% средстава за изградњу нове железаре је требало да буде обезбеђено из Централног инвестиционог фонда, исто као што су претходно обезбеђена за изградњу или осавремењавање железара у СР Словенији (Равне и Шторе), СР Хрватској (Сисак), СР Босни и Херцеговини (Зеница), СР Македонији (Скопље) и СР Црној Гори (Никшић).
На чело пројекта је постављен тада млад и перспективни инжењер Миодраг Чеперковић, који је претходних 11 година провео на Косову и Метохији, од тога 5 година у руднику Трепча, а остатак на подизању других привредних објеката.
За процене око изградње нове железаре, ангажовани су стручњаци из немачког „Крупа”. Они су проценили да је постојећа железара исувише застарела, као и да је за проширивање капацитета било неопходно одабрати нову локацију, с обзиром да је земљиште на коме је изграђена постојећа железара по структури била велико клизиште. Процењено је да је локација око Смедерева била добра због раскршћа путева и велике доступне количине воде, као и због постојања дуге традиције и квалификованог кадра, а с обзиром да је за обуку новог кадра потребно више година. Након шест месеци и 19 различитих израђених пројеката, изабрана је нова локација на атару села Радинац, код Смедерева, око 10 километара удаљена од Старе железаре. Према пројекту, нова железара је требало да се састоји од топионице сировог гвожђа, челичане сировог челика, ваљаонице за хладно ваљање и ваљаонице за вруће ваљање лима. Најновија технолошка верзија производње укључивала је и континуално ливење. Укупан пројектовани капацитет је износио 1,4 милиона тона годишње.
Железару су градили Руси, по угледу на њихову највећу железару у Липецку, са две високе пећи. Опрема је набављена из Русије, Источне, Западне Немачке, Енглеска.
Мада је камен темељац постављен још 1964, одмах по почетку радова, укинут је инвестициони фонд Југославије, због одбијања СР Хрватске и СР Словеније да издвајају свој новац на пројекте у Србији, сматрајући да би их то само оштетило, тако да су сви трошкови спали на Републику Србију, која је у том тренутку већ имала отворене пројекте на Ђердапској клисури, прузи Београд−Бар и ауто−путу Београд− Ниш.
Године 1969. железара је поново променила име у „Металуршки комбинат Смедерево”, односно скраћено „МКС”.
Године 1970. пројекат изградње железаре је због недостатка средстава морао потпуно да стане. Те године, преко Јована Веселинова, предратног радника фабрике, руководство железаре је успело да на градилиште доведе Тита. Тито је са супругом Јованком обишао механичке радионице и градилиште високе пећи. Након његове оцене да се ради о капиталној ствари, која се мора завршити, пројекат је ипак завршен. Пошто се више није могло рачунати на бесповратна савезна средства, већ само на кредит савезне банке, средства су се током вишегодишње изградње обезбеђивала из све скупљих кредита. Наиме, за велике и скупе привредне објекте обично су обезбеђивана средства из кредита на период од 30 до 50 година, с каматом око 4% годишње. Међутим, за САРТИД су узимани краткорочни кредити, уз каматне стопе које су често премашивале 11% годишње.
Нова железара је пуштена у погон 28. септембра 1971. године и на њеном челу се налазио Чеперковић, све до његовог отпуштања 1974, када је оптужен да је техноменаџер.
У наредном периоду су пуштени у рад нови погони: конверторска челичана (1974), која је радила на струју уместо високе пећи, хладна (1974) и топла ваљаоница (1979). У првој фази градње хладне ваљаонице уграђена је опрема из Источне Немачке, а у другој фази енглеска опрема марке Дејви Леви. У топлој ваљаоници уграђена је немачка опрема марке Тисен Штал. Обе ваљаонице, су користиле опрему која се у то време, али и још увек, сматра модерном, пошто је имала полу-континуалну, линију, на којој се контрола врши процесним рачунарима.
Отворени су и Техногас, фабрика за производњу кисеоника, азота и аргона (1976), која је спадала међу највећи те врсте у Европи, 1985. још једна хладна ваљаоница, а 1987. и друга висока пећ. Тада је заустављена прва висока пећ, ради модернизације и ремонта.
Током пробних радова друге хладне ваљаонице 2. марта 1986. у погону је избио велики пожар. Том приликом су страдала два радника и начињена је штета у вредности од преко 100 милиона долара.
На предлог Народне скупштине Републике Србије од 27. августа 1987. у железари су уведене привремене мере у трајању од годину дана, смењени су генерални директор, сви директори и помоћници, уведени су принудни управник и ново руководство, који је требало да утврди реално стање у железари. Они су констатовали да је железара предуго грађена, да се градња финансирала из краткорочних комерцијалних кредита, уместо дугорочних и да је постала једно од најзадуженијих предузећа у земљи. Након тога је одређен план санације, који је у току 1988. укључивао и смањење броја запослених, са 14, на 10.000. Спровођење мера предвиђених планом, које је трајало до краја 1988. је донело добре резултате у свим сферама пословања.

### Рекордна производња
Рекордна производња је достигнута 1989. када је произведено милион тона челика у течној фази. Комбинат је до 1992. године производио робу у вредности од милијарду долара, од чега је половина била за извоз.
Дана 23. јула 1991. железари је враћено првобитно име „САРТИД” из 1913.
године, а предузеће је трансформисано у акционарско друштво чију су власници били Република Србија, Београдска банка и Дунав д.д.
Дана 1. јануара 1992. на чело железаре је са положаја министра индустрије у Влади Драгутина Зеленовића дошао Душан Матковић, са великим политичким амбицијама.
У периоду од 1991. до 2001. године у Железари и придруженим компанијама је радило 15.000 људи, од чега 11.000 у Смедереву.

### Период санкција и бомбардовање
Након увођења санкција СР Југославији (1992), производња у железари је смањена на 8% искористивог капацитета. Матковић је у покушају да покаже како им санкције ништа не могу, организовао више пропагандних кампања о реализацији око 50 мини-профитних пројеката. Први пројекат је имао за циљ да производњу преоријентише на печурке. Производња печурки организована је у подземним халама које су биле мрачне и топле, а неискоришћене. Средином 1993. године у ваљаоници топлог лима у Новој железари је започела производња печурака. Прва берба на којој је радило осморо људи је донела принос од 1,5 тона печурака. Касније се у гајење печурака укључило још тридесетак људи у ваљаоници хладног челика, а на крају и у челичани. Међутим, на целом пројекту није радило више од стотинак људи. Априла 1994. је потписан уговор са проналазачем Радишом Микићем из Смедерева, о производњи „самоходног скејта”, направе са посебним зупчаницима и опругом, али није позната даља судбина овог производа. Средином 1994. је настао пројекат „Гвозден”, који се састојао од новог јединственог технолошког поступка производње челика од доступних отпадака гвожђа, без употребе кокса. У том циљу су извршене извесне преправке у топионици у Старој железари, а испред улаза у зграду је постављен војник у оклопу, који је симболично представљао Ђурђа Бранковића. Међутим, производња гвожђа није могла да пређе 60.000 тона годишње и била је прескупа, због чега је пројекат годину дана касније напуштен.
Након санкција је производња поново покренута и она је до краја 1996. године износила 80.000 тона месечно, са 85 милиона долара годишњег извоза. Током 1997. годишња производња је износила 840.000 тона, од чега је извезено у вредности 192 милиона долара. Тада је предузеће постало „Концерн црне металургије САРТИД а.д.”, и имало тржиште у 20 земаља.
Почетком 1998. је остварена месечна производња од 100.000 тона, а затим је исте године поново заустављена због новог увођења санкција. Током НАТО бомбардовања СР Југославије уништена је трафо станица и начињена је штета процењена на 30 милиона долара. Производња је обновљена новембра 1999. и она је 2000. године износила 50.000 тона месечно.
Колектив САРТИД је 2000. године био добитник Повеље са плакетом „Ђорђе Станојевић”, коју Електропривреда Србије, од 1995. додељује на дан Електропривреде (6. октобра), појединцима и колективима заслужним за допринос у развоју српске електропривреде.
Јуна 2000. године склопљен је уговор са Кином о пројектовању и изградњи линије за топло поцинковање лима. Иако се након три године већ приступило изради главног дела пројекта, од спровођења пројекта и градње линије се одустало због продаје железаре.

### Ју-ес стил
Након 5. октобра 2000, Душан Матковић се и даље налазио на челу САРТИД-а. Уз помоћнике, формално је остао на истом положају све до оставке 1. септембра 2001, када га је заменила петочлана управа, са Живомиром Новаковићем на челу.
Јула 2001, са новом управом, због недостатка сировина, производња је износила 61% мање од претходне године и она је у наредним месецима опадала, тако да је до краја те године извезено робе у вредности од 80 милиона долара.
Аустријској банци, лидеру конзорцијума банака, повериоцу САРТИД-а, маја 2001. признат је дуг САРТИД-а у износу од 90, за 76 милиона долара кредита одобреног још 1997, уз обећање да неће предузимати никакве радње у вези са САРТИД-ом, које би угрозиле приоритетне финансијске обавезе, које морају бити решене.
Дана 8. марта 2002, тадашњи директор САРТИД-а Живомир Новаковић, председник словачке компаније Ју-ес стил Кошице, која послује у саставу америчке корпорације Ју-ес стил, Џон Гудиш и министар за привреду и приватизацију Александар Влаховић у Влади Зорана Ђинђића, и у присуству Зорана Ђинђића, су потписали писмо о намерама и стратешком партнерству, којим је словачка компанија стекла ексклузивно право да пет година управља производњом САРТИД-а и убира добит, а да притом не сноси никакву одговорност за његово евентуално лоше пословање, као и да у случају продаје САРТИД-а некој трећој страни, још седам година управља железаром.
Затим је Трговински суд у Београду 30. јула 2002. године донео решење о стечају смедеревске железаре и за стечајног управника САРТИД-а именовао је Бранислава Игњатовића. 27. новембра 2002. отворен је стечајни поступак над САРТИД „Стара железара” и САРТИД „Бели лимови”, а 19. децембра САРТИД „Вељко Дугошевић” (у Кучеву).
Суд је именовао вештака и дао налог да се процени имовина дужника. Међутим, Економски институт, независна истраживачка и саветодавна установа посвећена вредностима демократије и тржишне економије, на челу са Данком Ђунићем, доставио је процену вредности капитала САРТИД-а у висини од 57,6 милиона долара, која је представљала дисконт новчаних токова, што је знатно испод ликвидационе вредности имовине, која се рачуна у случају стечаја.
С обзиром да су последња изградња и опремање САРТИД-а финансирани из краткорочних кредита, који су касније делимично враћани, продужавани или замењивани и да нова железара никад није добила прилику да покаже своју исплативост, односно предузеће није пословало са добицима, јер је стално морало да враћа инвестиционе дугове, који су се увећавали са затезним каматама, пошто нису враћани на време, више се нису тачно знале висине улагања, дуговања, која су делимично временом отписивана, нити је процењивана реална вредност читавог комбината. Непознавање оваквих података искоришћен је за медијску кампању, коју су водили домаћи политичари и будући купац, у циљу стварање негативних стереотипа о САРТИД-у, и снижавања продајне цене.
Кампања је медијски испраћен непровереним изјавама о:
- погрешно изабраној локацији за изградњу железаре у Смедереву и поред тога што су у избору исте учествовали најбољи стручњаци
- лошем пословању и изузетно великим дуговима предузећа и одокативно је употребљавана цифра од 1,7 милијарди долара дуга, не рачунајући на страна и домаћа отписивање дугова, која су у то време већ била предвиђена
- томе да је железара технолошко-пословни промашај, са производњом у сталном опадању или да железара уопште ни нема производњу, те послује са огромним губицима
- да железара има огроман вишак радника.[24] У то време је цео комбинат имао око 10.000 запослених, од чега 6.500 у Смедереву. Помињани су нетачни и за српску привреду оптерећујући месечни трошкови на плате радницима.[15]

Стечајни управник је након краћег времена предложио стечајном већу продају САРТИД-а непосредном погодбом са Ју-ес стилом.
Дана 18. новембра 2002. са Ју-ес стилом је склопљен Уговор о пословно-техничкој сарадњи, којим је Ју-ес Стил добио право да у наредних пет година у потпуности води предузеће и задржи све његове приходе, без икаквих обавеза у случају губитака. Истим уговором је постављен услов да Ју-ес стил добије право да води предузеће, чак и у случају да се оно у међувремену прода неком другом купцу, уговор под истим условима би се наставио и наредних седам година. Већ два дана касније, Ју-ес стил, на челу са Томасом Келијем (енгл. Thomas Kelly) је преузео контролу над финансијским пословањем и производњом железаре и започели су општи пописи и сравњавање пословања.
23. и 24. јануара 2003. Влада Републике Србије је донела закључке којима се обавезала да прихвати споразум Ју-ес стил Кошице са САРТИД-ом и да преузме на себе сва потраживања проистекла из ранијег пословања САРТИД-а, чиме је заштићени купац ослобођен од обавеза плаћања дуга САРТИД-овом повериоцима.
У истом периоду, од марта 2002. до марта 2003. године, осим Ју-ес стила, за куповину САРТИД-а је озбиљно била заинтересована и компанија ЛНМ холдингс, која је упутила више писама тада најодговорнијима у српској влади, обавештавајући је о својој намери да купи смедеревску железару, уложи свој новац у развој и тржиште, знатно повећа извоз, преузме стечајне дугове САРТИД-а и реализује социјални програм за запослене.  Ова понуда је игнорисана.
Дана 24. марта 2003. године, десетак дана након атентата и убиства Зорана Ђинђића, отворени су стечајни поступци над још два САРТИД-ова предузећа САРТИД „Лука” и САРТИД „Слободна зона”, што је објављено у Службеном гласнику од 4. априла 2003. 
Тако је 31. марта 2003. САРТИД, односно комплетна нова железара, са шест челичана и ваљаоница на 300 хектара и стара железара са три ливнице, фабрика белих лимова у Шапцу, Лука Смедерево од регионалног значаја, слободна царинска зона у Смедереву на површини од 21 хектара, фабрика креча у Кучеву, као и низ других некретнина, за 23 милиона долара продат непосредном погодбом, без јавног оглашавања, не извршивши претходно неопходне стечајне радње, без тачног утврђивања имовине САРТИД-а, без утврђивања имовине која се предаје купцу и при томе су повериоцу онемогућена права предвиђена Законом о принудном поравнању, стечају и ликвидацији, а с обзиром на то да се стечајни поступак покреће управо да би се измирила потраживања поверилаца.
Купац се обавезао да ће у наредних пет година уложити у развој 150 милиона долара и да у наредне три године неће отпуштати раднике. Радницима је обећана и расподела од 6% на профит.
Савет за борбу против корупције је о случају САРТИД 10. маја 2004. године објавио обиман извештај, указујући на могућу умешаност највиших представника државе у корупцији, као и могућој спрези између Владе и судова у циљу промоције уског интереса људи из власти, а на штету јавног интереса.
Начин вођења стечајног поступка, политички договор око продаје без конкуренције, стварања атмосфере инвестиционе несигурности, игнорисање потраживача и игнорисање других понуда су указали на лоше изабран пут у даљој приватизацији и довођењу нових инвеститора у Србију. Лоша последица због оваквог понашања је била и најава других европских земаља о погоршању економских односа са Србијом, због оштећења на десетине европских банака, поверилаца САРТИД-а у поступку стечаја. У јавности је остала недоказана истинитост постојања наводне корупције у извршеној трансакцији приликом исплате уговорене цене.
Дана 14. октобра 2003. у железари је наступио велики штрајк радника, који је трајао до 20. новембра 2003. Штрајкачи су тражили да им се увећају наднице, са 33 динара по сату (0,55 $), који је увела нова управа, односно 26 динара колико је износила пре ње, уз обавезно повећање надница у складу с растом цена на мало, затим решавање статуса 450 радника из старе железаре и тражена је смена новопостављеног генералног директора Томаса Келија. Резултат штрајка је био повећање надница на 47 динара, без обавезе на усклађивање с растом цена на мало, укључење осталих радника железаре у нову компанију, док је Томас Кели остао на истој функцији. До 2005. године цена радног сата повећана је на 61 динар на сат, односно мање од 1 $.
У првим годинама након куповине, нови власник је према уговору требало да улаже у погоне и постројења.
Децембра 2004. године извршена је модернизација хладне ваљаонице, уграђен је систем аутоматизације, уместо претходно уграђеног система електронских контрола, што је увећало производњу за око 140.000 тона годишње.
Висока пећ број 1, је поново пуштена у рад 22. маја 2005, након њеног гашења због ремонта 1987. године, када је у погон пуштена висока пећ број 2. Висока пећ број 1 је заправо била ремонтирана још 1997. године, али није пуштена у рад.
САРТИД је до 2005. постао највећи извозник и највећи увозник у Србији. Осим ниске цене струје у земљи, сав материјал је допреман из иностранства. С обзиром да је произведена роба већином и одлазила у иностранство и да је у земљи укњижавана веома ниска добит, која је трошена на нова улагања, држава Србија је од страног инвеститора могла да наплаћује једино порез на радничке плате.
Почетком новембра 2005. године је пуштено у рад ново постројење за пречишћавање отпадних вода, у складу са прописима за заштиту животне средине.
Капацитет погона знатно је увећан модернизовањем конвертора број 1. У децембру 2007, након 80 дана је завршена модернизација високе пећи број 2, којом јој је продужен рок трајање за наредних 15 година.
У периоду од 2006. до 2008. годишња производња челика је повећана. Рекордна производња је износила 1,7 милиона тона, остварена 2006. године, што је и даље била далеко од пројектоване производње од 2,2 милиона тона, која заправо никада није постигнуто. Производило се за тржиште у преко 60 земаља.
Производња челика у 2008. години је износила 1,5 милиона тона челика. Те године је последњи пут забележен добитак, с приходом од 1,15 милијарди долара. Наредне 2009. произведено је милион тона челика, приход од 636 милиона долара и губитак од 14,7 милијарди динара. У наредне две године (2010 и 2011) производња је износила исто милион тона челика, али су остварени и губици од по 15 милијарди долара годишње.
У периоду од 2008. до 2010. уложена су средства у заштиту животне средине. Уз помоћ Министарства за заштиту животне средине извршена је реконструкција главног димњака агломерације и постављене су пресе за муљ за челичане. Финансирана је модернизација две аутоматске станице за мерење квалитета ваздуха у месним заједницама Радинац и Раља.

### Поново Железара Смедерево
Америчка компанија је почетком 2012. напустила железару, пошто је услед кризе на тржишту челика по трећу годину заредом направила губитке у Србији, вративши држави Србији фабрику, симболично за један динар и неплаћене дугове.
Од 31. јануара 2012. власник железаре је Влада Републике Србије. Она је 10. фебруара 2012. године у Агенцији за привредне регистре, регистровала предузеће под називом „Привредно друштво за производњу и прераду челика Железара Смедерево”. Предузеће је обухватало:
- производни погон Кучево
- производни погон у Смедереву и две речне луке
- производни погон у Шапцу

Од јула 2012. до марта 2013. године у железари је обустављена производња. Крајем 2012. забележен је губитак од 3,2 милијарде динара. Пошто је након девет месеци на тихом ходу, железара поново прорадила 2013. године, производња са само једном високом пећи је износила око 70.000 тона месечна, од чега је око 40% било намењено за домаће купце, док је већи проценат био за поруџбине из иностранства. Те године је остварен губитак од 15. милијарди динара, а 2014. године губитак од 11,5 милијарди динара.
Од почетка 2012. до 1. фебруара 2015. Република Србија је за плате радника издвојила око 300 милиона евра, након чега је Влада изјавила да је престала да финансира железару.
Од марта 2015. године, железара се налазила под руководством професионалног менаџерског тима „ХПК инжењеринга”, на челу са словачким директором Петром Камарашом. Тим је током године повећао производњу топлог и хладног ваљаног челика, али су при томе увећани оперативни трошкови, издаци за сировине, као и за зараде радника, тако да је укупан дуг железаре увећан на 284,38 милиона евра, што је износило 39% више него претходне 2014. године, са губицима од 192,4 милиона евра.

### Хестил и ХБИС група
Априла 2016. године, Александар Вучић, председник Владе Републике Србије и кинеска компанија Хестил су, непосредном погодбом, без јавног оглашавања, не извршивши претходно неопходне стечајне радње, без тачног утврђивања имовине, без утврђивања имовине која се предаје купцу, потписали купопродајни уговор за железару, којим је кинеска компанија преузела 98 имовинских целина железаре за 46 милиона евра, без икаквих обавеза о заштити животне средине и бриге о индустријском отпаду. Влада Републике Србије је поново склопила, за пореске обвезнике нетранспарентан уговор. Купац се обавезао да ће у железару у наредном периоду уложити најмање 300 милиона евра и задржати свих око 5.000 запослених. Постигнути губици у претходном периоду су отишли на терет старом предузећу, које је наставило да постоји, односно пореским обвезницима Републике Србије.
Дана 30. јуна 2016. године компанија Хестил Србија ајрон и стил д.о.о. Београд, на челу са директором Сонг Сихаиом је званично преузела управу и власништво над Железаром Смедерево. Већ наредног дана, директор је организовао састанак са директорима погона и сектора и истом приликом истакао да компанија има дугорочни план за фабрику. Обећао је улагања у технологију преузету из Кине, као и инвестиције у запослене и животну средину. Крајем септембра те године потписан је колективни уговор, којим су осигурана права радника за наредне три године, с тим да уговор не улази у питања организације рада. Нови власник је извршио реорганизацију предузећа, тако што је задржао раднике у процесу производње и чак запослио нове, док је за остале секторе предвиђено гашење и препуштање послова трећим лицима. До краја 2016. године, односно за пола године, према изјави купца, остварен је приход од 433 милиона долара, у железару је уложено 120 милиона долара и остварена је добит, односно профит од 10,8 милиона евра или 1,32 милијарде динара. Међутим, након што је железару преузео кинески Хестил, предузеће под називом „Железара Смедерево”, је наставило да постоји. Из њега је током године извршен прелаз радника у ново предузеће, а предузеће се бавило продајом секундарних сировина, преосталих након продаје дела имовине. Према подацима Агенције за привредне регистре (АПР), Железара Смедерево је у 2016. години поседовала имовину у вредности од шест милијарди динара, забележила је приход од 20,30 милијарди динара и губитак од 16,22 милијарди динара, чиме је те године постала прворангирано предузеће на списку од 100 највећих губиташа у Србији.
У наредном периоду су организовани циклуси обуке запослених, везани за увођење новог информатичког система. Са Техничком школом у Смедереву, октобра 2017. је потписан уговор о дуалном образовању, на профилу оператер за прераду метала, због хитне потребе за новим искусним кадром. У 2017. години произведено је 1,5 милиона тона челика, с приходима у вредности од 750.000 долара, који се највећим делом извози (држава наплаћује порез углавном само на радничке плате). Укупне инвестиције у тој години, према изјави купца су износиле 160 милиона долара. Добитак није забележен.

## Фабричке новине
Први фабрички лист је покренут 1953. године под називом „Железара”. Излазио је повремено и излазио је до 1. маја 1954. Новине су поново покренуте 28. септембра 1960. под називом „Смедеревска железара“ и излазио је до марта 1972. Након што се исте године Металуршки комбинат Смедерево сјединио са Југометал комбинатом из Београда, настале су новине „Југометал комбинат”, које су излазиле до 15. септембра 1976. Од марта 1983. новине су излазиле под називом „Меткос“ (од „Металуршки комбинат Смедерево”), затим „Сартид 1913”, док је Ју-ес стил издавао „Стил Monthly” (?) (енгл. Steel Monthly).

### Остала предузећа из истог концерна
Фабрика за производњу профила и профилисаних цеви у Алексинцу је почела са радом 1976. Имала је производни програм који представља даљу прераду са производне траке у Смедереву, с обзиром да је топла ваљаоница у Смедереву у то време још увек била у изградњи. Око 70% производње био је усмерен на извоз.
Када је Смедеревска железара стављена под стечај, Фахоп из Алексинца је наставио са неометаним радом, све до момента доношења политичке одлуке да се и ово предузеће прода. Након што је Економски институт проценио вредност Фахопа, утврђена му је цена од свега два милиона евра, а једини заинтересовани купац је била београдска компанија Металекс, која га је преузела јуна 2003. После мање од три недеље Металекс је препродао Фаркоп за 4 милиона евра словеначком предузећу Алпос д. д. из Шентјурна, због чега је Алпос узео кредит, а Фахоп је преименован у Алпос д.о.о. Пошто је купац престао да плаћа пристигле обавезе кредита, Хипо Алпе Адрија банка је фабрику у Алексинцу 2011. ставила под стечај. Наредне две године није било производње, све док се 2014. није нашао нови купац, породично предузеће Атеник комерц из Чачка, за 2,5 милиона евра од Хипо банке.
Сартид Станплан д. о. о. у Смедереву друштво основано 1991. за изградњу станова у власништву Железаре, налази се у стечајном поступку од 19. маја 2004.
Сартид институт за металургију д.о.о. у Смедереву, друштво за истраживачко развојне услуге у привредним делатностима стављено је под стечај 19. маја 2004. и стечајни поступак је завршен 3. септембра 2009. године.
Сартид дирекција за реструктурирање д. о. о. у Смедереву, стављено је под стечај 19. маја 2004. године и стечајни поступак је трајао до 19. марта 2010. године.
Сартид специјална производња и услуге д. о. о. у Смедереву, стављено је под стечај 26. јануара 2005. и стечајни поступак је трајао до 3. септембра 2009. године.
До 1999. године Концерн црне металургије је имао потпуно заокружен процес производње. У саставу концерна су се налазиле фабрике на Косову и Метохији:
- Фабрика поцинкованог лима у Вучитрну, која је користила хладно ваљане траке из Смедеревске железаре. Поцинковани лим у таблама и котуровима се продавао у земљи и иностранству.[2] Косовска поверилачка агенција је 2005. године отворила понуду за њену продају. Фабрику је купила фирма регистрована у Бугарској. Фабрика је сада позната под називом „Ламкос”.
- Фабрика спирално заварених цеви у Урошевцу, која је као материјал користила топло ваљане лимене траке из Смедеревске железаре. Цеви су се добро продавале у иностранству.[2] Основана је 1971. Производила је челичне шавно заварене цеви, различитих пречника, дебљина зида и врста изолације, који су служили за изградњу водовода и нафтовода. У фабрици је радило око 600 радника различитих квалификација. Упркос санкцијама функционисала је до 1999. Оштећена је током бомбардовања. Након окупације, радници српске националности су престали са радом, а 2003. године Косовска поверилачка агенција (КПА) је приватизовала фабрику.
- Фабрика за израду радијатора у Гњилану - Југотерм, основана 1976. године,[41] је користила топло ваљане траке из Смедеревске железаре.[2] Непосредно пред бомбардовање, фабрика је имала око 700 радника и изграђени су нови погони у Жегри и Будриги. Након окупације, погон у Гњилану са 85% имовине фабрике се нашао у рукама Албанаца и УНМИК је започео процес приватизације, без учешћа Срба, који фабрици више нису могли да приђу.[42] Већи део радника, стручњака и руководилаца из фабрике су под претњом оружјем приморани да напусте Гњилане, без могућности да из круга фабрике било шта изнесу.[41] У општини Мерошина код Ниша 2003. је отворено ново седиште фабрике и у оквиру нове фабрике погон за око 100 радника. Један део радника је дошао са Косова и Метохије и њима је уз фабрику обезбеђен први смештај.[41] Са радом су наставили и погони у Жегри са 80 и Будриги са 50 радника,[42] који су радили до 2005. године.[43][44] Проблем са ова два погона је настао због двоструког опорезивања и пореза на додатну вредност, пошто су радијатори ношени са КиМ у Ниш, на дораду, док су новац за кредите из Фонда за развој Републике Србије задржавале косовске банке.[44] Фабрика у Мерошину је 2008. година продата на тендеру приватној фирми МБА „Миљковић”. Главни производ фабрике у Мерошину су и даље челични радијатори, затим пријемници сунчеве енергије и електрична грејна тела.[41]